# كورافاي
كورافاي (بالإنجليزية: Korravai)‏، هي إلهة الحرب والنصر في تقاليد التاميل. وهي أيضا إلهة أم، وإلهة الخصوبة والزراعة والصيادين. في الشكل الأخير، يشار إليها أحيانا بأسماء وألقاب أخرى في تقاليد التاميل في جنوب الهند وسريلانكا، مثل: آثا، وماري، وسولي، ونيلي. تماهت لاحقا مع الآلهة الهندوسية دورغا وكالي وبارفاتي.